# Блек-Рівер-Горджес (національний парк)
Національний парк Блек-Рівер-Горджес (дослівно Ущелина Чорної Ріки) — найбільший національний парк Маврикію, розташований на південному заході острова. Його площа складає 67,54 км². Національний парк створений 5 липня 1994 року, однак ще в 1977 частина парку площею 35,94 км² входила до Світової мережі біосферних заповідників під назвою Бель-Омбр. З 2004 року парк є номінантом на включення до списку світової спадщини ЮНЕСКО.

## Географія
Парк розташований в гористій південно-західній частині острова. Гора Пітон-де-ля-Петіт-Рив'єр-Нуар, найвища вершина Маврикію (828 м), знаходиться в межах парку. Парком протікає річка Блек-Рівер (або Рив'єр-Нуар). Ця річка дає назву як горі, так і національному парку і округу, в межах якого знаходиться парк. Також парк частково знаходиться в межах округів Плен-Вілемі Саван.
Середня висота наод рівнем моря- 50-65 м. Рівень опадів в західній частині парку — 1500 мм, в східній — 3500 мм.

## Екологія
Парк включає в себе ділянки вологого високогірного лісу, сухішого рівнинного лісу і болотистого пустища. BirdLife International оголосив парк важливою орнітологічною територією.

## Фауна і флора
Багато видів, що мешкають на території парку є інтродуковані. Це такі види, як гуаява Psidium cattleyanum і бирючина; олені яванські руси і дикі свині. Проводилися заходи по відгородженню ділянок лісу і знищенню там інвазивних видів.
В парку мешкають і ендеміки, як Мадагаскару і Маскаренських островів загалом, так і Маврикію винятково. В межах парку ростуть 163 из 311 ендемічних видів рослин і мешкають всі 28 збережених видів птахів. Серед них можна виділити маврикійського боривітра, рудохвостого голуба, острівного папугу, маврикійського шикачика, маврикійську горовану, маврикійського і попелястого окулярників та маврикійського фуді. Серед ссавців можна виділити маврикійського крилана і безхвостого тенрека.

## Туризм
В парку прокладено багато стежок. загальною протяжністю 60 км. Працюють два інформаційні центри, чотири польові станції. Щорічно парк відвідує понад 250 000 людей.